# Tadeusz Ruttié

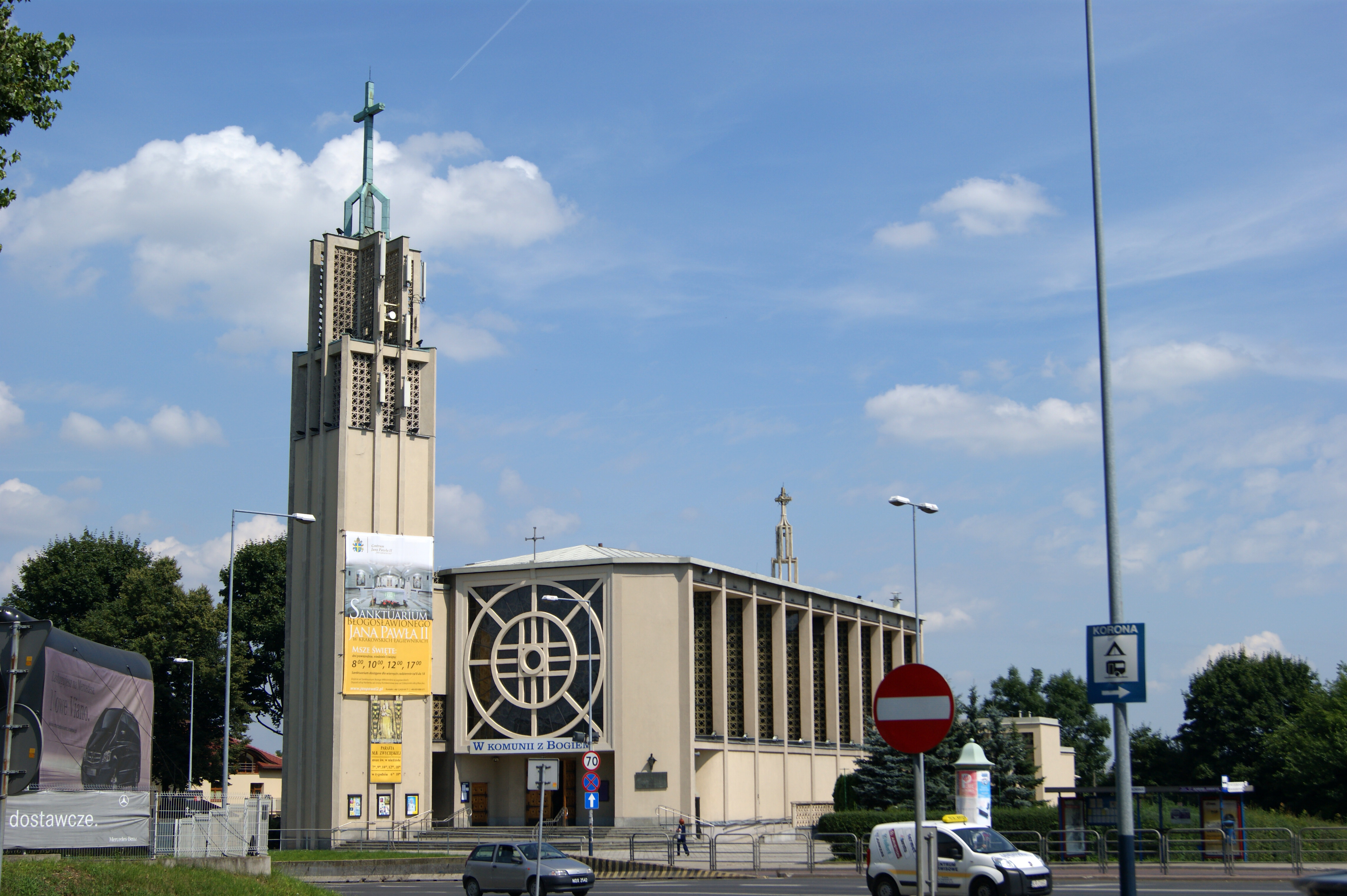
Kościół Matki Boskiej Zwycięskiej w Krakowie, fot. 2011

Tadeusz Martynin Joachim Ruttié lub Tadeusz de Ruttié (ur. 2 lipca 1904, zm. 26 maja 1968 w Wielkiej Brytanii) – polski architekt.

## Życiorys
Pochodził z francuskiej rodziny Routier, przybyłej na ziemie polskie prawdopodobnie w XVIII wieku i osiadłej w Warszawie Jeden z jego przodków, generał Andrzej Ruttié, w 1827 otrzymał nobilitację wraz z herbem o nazwie Bojomir.
W latach 1918–1920 walczył w wojnie polsko-bolszewickiej w szeregach 1. pułku ułanów i za bohaterstwo na polu walki otrzymał później Krzyż Walecznych.
W następnych latach kontynuował naukę. Rozpoczął studia na Wydziale Architektury Politechniki Warszawskiej. W 1933 uzyskał dyplom inżyniera architekta. Następnie podjął pracę w wyuczonym zawodzie. Zaprojektował m.in. kościół Matki Boskiej Zwycięskiej na Górze Borkowskiej w Krakowie. Świątynia ta uchodzi za jedno z najciekawszych dokonań polskiego modernizmu sakralnego.
W okresie międzywojennym wstąpił do Stowarzyszenie Architektów Rzeczypospolitej Polskiej (SARP). Był członkiem Oddziału Warszawskiego organizacji.
W 1939 został zmobilizowany z przydziałem do 7. pułku ułanów. W stopniu podporucznika brał udział w kampanii wrześniowej. Po przedostaniu się do Francji w 1940 został skierowany do polskiego Ośrodka Oficerów Kawalerii. Po kapitulacji Francji przeniesiony do Wielkiej Brytanii i przydzielony do dowództwa Dywizjonu Pociągów Pancernych.
Po zakończeniu II wojny światowej – wobec zniszczeń wojennych, jakim uległa stolica Polski – razem z gronem przebywających w Anglii polskich architektów i urbanistów uczestniczył w pracach nad „Szkicowym planem zabudowania Warszawy”. Powstały w latach 1945–1946 tzw. „Plan londyński” nigdy – nawet we fragmentach – nie został wykorzystany przez władzę ludową.
On sam nie wrócił już do kraju. Pozostał na emigracji w Wielkiej Brytanii. Zamieszkał w Londynie. Po śmierci spoczął na cmentarzu North Sheen w podlondyńskiej gminie Richmond upon Thames.

## Dokonania
- Kościół Matki Boskiej Zwycięskiej na Górze Borkowskiej w Krakowie przy ul. Zakopiańskiej 86 (1936–1939)[1]
- Kamienica w Warszawie przy ul. Racławickiej 17 (1939) – współautor: Stefan Żychoń[1]

### Konkursy
- Projekt szkicowy Oddziału PKO w Poznaniu (1934) – współautor: Kazimierz Lichtenstein (III nagroda)[5]

## Odznaczenia
- Krzyż Walecznych